# Matwij Kaszewko
Matwij Kaszewko (ukr. Матвій Кашевко), lub Maciej Kaszewko (ur. 16 sierpnia 1838 w Utoropach, w pow. Kosów, zm. po 1906) – ukraiński prawnik, sędzia, działacz społeczny, poseł na Sejm Krajowy Galicji i do austriackiej Rady Państwa 

## Życiorys
Urodził się w rodzinie greckokatolickiej. Ukończył prawo na uniwersytecie we Lwowie (1866). Po studiach pracował w sądownictwie galicyjskim, najpierw jako referendarz (Auskultant) Sądu Okręgowego we Lwowie, następnie adiunkt sądowy (1868-1870), sędzia (1877) Sądu Rejonowego w Kosowie. Następnie w latach 1878-1887 sędzia i naczelnik Sądu Rejonowego w Załoźcach (pow. Brody). Potem sędzia Sądu Okręgowego w Brzeżanach (1887-1906), od 1903 jako radca sądu krajowego. W 1906 przeszedł w stan spoczynku. 
Czynny politycznie. Poseł do Sejmu Krajowego Galicji III kadencji (1870–1876), V kadencji (1882-1889) i VI kadencji ( 1889–1895) w III kadencji wybrany w IV kurii obwodu Kołomyja, z okręgu wyborczego nr 13 Kosów-Kuty, w V i VI kadencji w kurii IV w okręgu nr 44 Załośce-Zborów. Członek Klubu Ruskiego w Sejmie. W 1892 zrezygnował z mandatu, w jego miejsce wybrano Romana Potockiego. Był także posłem do austriackiej Rady Państwa IV kadencji (27 grudnia 1871 - 21 kwietnia 1873) wybranym przez Sejm w kurii XII – jako delegat z grona posłów wiejskich okręgów: Kołomyja, Horodenka, Kossów, Śniatyń. W parlamencie austriackim współpracował z Kołem Polskim. Mandat utracił z powodu nie stawienia się na obrady parlamentu.
W 1891 członek  ściślejszego komitetu w Brzeżanach podczas wyborów posła w okręgu wyborczym Tarnopol–Brzeżany. W 1893 uczestniczył w odsłonięciu pomnika Markijana Szaszkiewicza w Brzeżanach. 